# Clytia linearis
Clytia linearis är en nässeldjursart som först beskrevs av Thorneley 1900.  Clytia linearis ingår i släktet Clytia och familjen Campanulariidae. Inga underarter finns listade i Catalogue of Life.